# 서울동대문경찰서
서울동대문경찰서(서울東大門警察署, Seoul Dongdaemun Police Station)는 서울특별시경찰청이 관할하는 경찰서 중 하나이다. 서울특별시 동대문구 약령시로21길 29에 위치하고 있다.
서장은 총경으로 보한다.

## 연혁
- 1947년 2월 17일: 여자경찰서 신설
- 1957년 7월 26일: 여자경찰서를 폐지하고, 청량리경찰서로 개편
- 1957년 8월 1일: 대통령령 제1298호에 의거, 청량리경찰서 신설
- 1957년 8월 15일: 청량리경찰서 개서
- 1994년 12월 18일: 청사 이전(동대문구 답십리3동 임시 건물)
- 1998년 2월 18일: 청사 이전(동대문구 약령시로21길 29)
- 2006년 3월 1일: 서울동대문경찰서 명칭 변경

## 조직
| - 청문감사관 - 경무과 - 생활안전과 - 112종합상황실 | - 여성청소년과 - 수사과 - 형사과 | - 교통과 - 경비과 - 정보보안과 |

## 관할 지구대
서울동대문경찰서는 2개 지구대와 9개 파출소를 산하에 두고 있다.
| 명칭         | 사진 | 주소                      | 관할구역              | 치안센터                        |
| ------------ | ---- | ------------------------- | --------------------- | ------------------------------- |
| 답십리지구대 |      | 사가정로2길 9             | 답십리1·2동           | 답십리1치안센터 답십리2치안센터 |
| 용신지구대   |      | 청계천로 549              | 용두동, 신설동        | 용두치안센터 신설치안센터       |
| 청량리파출소 |      | 약령시로21가길 8          | 청량리동              |                                 |
| 제기파출소   |      | 약령시로17길 59-11        | 제기동                |                                 |
| 전농1파출소  |      | 서울시립대로 56           | 전농1동, 전농2동 일부 | 전농4치안센터                   |
| 전농2파출소  |      | 전농로38다길 21           | 전농2동 일부          |                                 |
| 장안1파출소  |      | 답십리로66길 3 (장안동)   | 장안1동               | 남장안치안센터 장안3치안센터    |
| 장안2파출소  |      | 답십리로69길 100 (장안동) | 장안2동               |                                 |
| 이문파출소   |      | 한천로 402 (이문동)       | 이문1·2동             | 이문2치안센터 이문3치안센터     |
| 휘경파출소   |      | 한천로 266                | 휘경1·2동             | 휘경치안센터                    |
| 회기파출소   |      | 회기로18길 2              | 회기동                |                                 |

## 같이 보기
- 서울특별시지방경찰청